# Alfréd Rényi
Alfréd Rényi (hongarès: Rényi Alfréd)  (Budapest, 20 de març de 1921 - Budapest, 1 de febrer de 1970) va ser un matemàtic hongarès.

## Vida i obra
Rényi va néixer en una família jueva a Budapest, fill d'un enginyer d'origen alemany, propietari d'una fàbrica de bastons, i de una catedràtica d'estètica, filla del filòsof Bernat Alexander i germana del psiquiatra Franz Alexander. En acabar brillantment els estudis secundaris el 1939, les autoritats li van impedir matricular-se a la universitat de Budapest degut a les lleis racials antisemites vigents en la época. El curs següent va aconseguir matricular-se i el 1944 es va graduar en física i matemàtiques a la universitat de Budapest. El maig d'aquest any va ser confinat en un camp de treball feixista, del qual va reeixir en escapolir-se, mentre els seus pares havien estat traslladats al gueto de Budapest. Amb documents falsos, vestit de soldat i arriscant la seva vida, els va poder treure del gueto. El 1945 va obtenir el doctorat a la universitat de Szeged, amb una tesi sobre les sèries de Fourier dirigida per Frigyes Riesz. El curs següent va anar becat a la universitat de Leningrad, a fer estudis post-doctorals en teoria de nombres sota la direcció de Iuri Línnik.
El 1946 es va casar amb Katalin Schulhof, una notable matemàtica que va ser coneguda com Kató Rènyi. En retornar al seu país el 1947, va ser professor de la universitat de Budapest durant dos cursos i, a continuació, un curs més a la universitat de Debrecen. El 1950 va ser nomenat director de l'Institut de Matemàtiques de l'Acadèmia de Ciències d'Hongria, càrrec que, a partir de 1952, va compaginar amb el de catedràtic de probabilitat de la universitat de Budappest. Després de la sobtada mort de la seva esposa l'agost de 1969, li van diagnosticar un càncer de pulmó del qual va morir a principis de 1970.
En els seus escasos vint-i-quatre anys d'activitat, Rényi va publicar, en solitari o conjuntament amb altres matemàtics, més de dues-centes obres entre llibres, monografies i articles científics. Rényi és conegut, sobre tot, pels seus treballs en teoria de la probabilitat però, en realitat, era un matemàtic amb molt diversos interessos i va publicar treballs en diferents camps com l'anàlisi matemàtica, la combinatòria, la teoria de grafs, la teoria de nombres o la teoria de la informació. En aquest darrer camp, a ell se li deu el concepte d'entropia de Rényi, una generalització matemàtica de l'entropia de Shannon, i, en teoria de grafs, el model d'Erdős-Rényi és un mètode per a la generació de grafs aleatoris.
El seu llibre més conegut va ser Teoria de la Probabilitat (primera edició en hongarès del 1957), traduït i reeditat en nombroses ocasions. Com divulgador, també va publicar enginyosos assajos en forma de diàlegs inventats entre científics històrics com Galileu o Torricelli.